# Gujrat
Gujrat — گجرات en urdú panjabi— és una ciutat del Pakistan capital del districte de Gujrat i del tehsil de Gujrat a la província del Panjab. La ciutat viu de l'agricultura i petites indústries. Sobrepassa els 300.000 habitants (298.731 el 2007). Està propera al riu Chenab a uns 120 km al nord de Lahore. És propera a les ciutats de Jhelum, Gujranwala, Kotla, Dinga, Mandi Bahauddin, Sialkot i Bhimber; a la vora de la ciutat hi ha gran nombre de poblets. El districte de Gujrat ocupa 3.192 km² i el formen els tehsils de Gujrat, Kharian i Sarai Alamgir. La ciutat disposa d'una universitat i nombrosos col·legis superiors. Hi ha un aeroport però no acull vols comercials.

## Història
Gujrat fou fundada per Raja Bachhan Pal Gurjar el 460 aC segons l'historiador britànic general Cunningham, i s'anomenava Udanagari. Hi ha consens que ja existia en temps d'Alexandre el Gran i que fou la ciutat que el rei Poros va defensar ferotgement a la vora del riu Jhelum.
Un rei anomenat Alakhana la va defensar entre 883 i 902 contra Sankaravarman del Caixmir. Els mongols l'haurien destruït el 1303. La historiografia musulmana no l'esmenta fins al temps de Bahlul Lodi (1451-1489) quan es va fundar Bahlulpur a 36 km al nord-est. Sher Shah també va ajudar a poblar la zona. Akbar el Gran va reconstruir la ciutat que romania destruïda feia més de dos segles i mig, en algun moment durant el seu regnat vers 1587 o 1589. Va rebre el suport dels caps gujars locals i la va erigir en cap de districte amb el nom de Gujrat. La població local fou de majoria jat però la guarnició del fort de Gujrat Akbarabad era gujar. La regió fou administrada per kanungos hereditaris.
Durant tot l'Imperi Mogol era estació de trànsit en el camí cap a Caixmir. La via reial o Grand Trunk Road dels britànics (abreujat generalment a GT) fou construïda per Sher Shah Suri i utilitzada durant tot l'Imperi; encara en queden restes. Jahangir va morir a la tornada de Caixmir i fou enterrat a Gujrat sense que la seva mort fos coneguda a l'Imperi. Aquesta circumstància se celebra encara amb un festival anual (Festival de Jahangir).
El 1738 la ciutat fou assolada per Nadir Shah i els kanungo eliminats. S'hi van establir llavors els gakkhars del Districte de Rawalpindi en el regnat de Mukarrab Khan, el 1741. Entre 1748 i 1761 fou dominada per les forces d'Ahmed Shah Durrani, que la tenien en la seva via de pas. Mukarrab Khan fou confirmat en la seva possessió per Ahmad Shah Durrani, però aquesta possessió fou purament nominal, ja que les forces afganeses no deixaven res pels locals. El 1765 els sikhs es van apoderar de Gujrat.
Prop de la ciutat es van lliurar dues de principals batalles entre sikhs i britànics: la batalla de Chillianwala o Chilianwala (13 de gener de 1849) i la batalla de Gujrat; la victòria britànica en aquesta segona el 22 de febrer de 1849 els va donar la victòria completa al Panjab.
El 1867 fou erigida en municipalitat.

## Llocs interessants
- El palau Solejat al centre de la ciutat és el nucli de l'activitat de la ciutat.
- El Fort de Gujrat que fou construït per Akbar el Gran el 1598-1599.
- El Baradari fou construït per Raja Ranja Singh i es pot visitar.
- Faiz-e-Illahi Manzil fou la residència de Chiragh Ali Hakeem advocat i membre de la Lliga Musulmana el 1948; hi va residir un temps el fundador del país Muhammad Ali Jinnah.
- Shadiwal, estació hidroelèctrica.